# Luxemburg i olympiska sommarspelen 1960
Luxemburg deltog med 52 deltagare vid de olympiska sommarspelen 1960 i Rom. Ingen av landets deltagare erövrade någon medalj.